# Senice na Hané
Senice na Hané (Duits: Großzinitz) is een Tsjechische gemeente in de regio Olomouc, en maakt deel uit van het district Olomouc. Senice na Hané telt 1841 inwoners. Naast Senice na Hané liggen ook de plaatsen Cakov en Odrlice in de gemeente. Op het grondgebied van de gemeente bevinden zich drie stations, de spoorweghalte Odrlice, spoorweghalte Senice na Hané zastávka en station Senice na Hané, alle drie liggen aan de spoorlijn van Červenka naar Prostějov. Station Senice na Hané ligt tevens aan de lijn van Olomouc naar Drahanovice.

## Geschiedenis
- 1078 – De eerste schriftelijke vermelding van de gemeente.[1]

## Aanliggende gemeenten
| Aangrenzende gemeenten rond de exclave Cakov | Aangrenzende gemeenten rond de exclave Cakov | Aangrenzende gemeenten rond de exclave Cakov | Aangrenzende gemeenten rond de exclave Cakov | Aangrenzende gemeenten rond de exclave Cakov |
| -------------------------------------------- | -------------------------------------------- | -------------------------------------------- | -------------------------------------------- | -------------------------------------------- |
|                                              |                                              | Bílsko                                       |                                              |                                              |
|                                              |                                              |                                              |                                              |                                              |
| Vilémov                                      | Senička                                      |                                              |                                              |                                              |
|                                              |                                              |                                              |                                              |                                              |
| Olbramice                                    |                                              | Náměšť na Hané                               |                                              |                                              |

| Aangrenzende gemeenten rond de rest van Senice na Hané | Aangrenzende gemeenten rond de rest van Senice na Hané | Aangrenzende gemeenten rond de rest van Senice na Hané | Aangrenzende gemeenten rond de rest van Senice na Hané | Aangrenzende gemeenten rond de rest van Senice na Hané |
| ------------------------------------------------------ | ------------------------------------------------------ | ------------------------------------------------------ | ------------------------------------------------------ | ------------------------------------------------------ |
| Cholina                                                |                                                        | Dubčany, Náklo                                         |                                                        | Příkazy                                                |
|                                                        |                                                        |                                                        |                                                        |                                                        |
| Bílsko, Senička                                        |                                                        |                                                        |                                                        |                                                        |
|                                                        |                                                        |                                                        |                                                        |                                                        |
|                                                        |                                                        | Náměšť na Hané, Loučany                                |                                                        | Těšetice                                               |

Babice · Bělkovice-Lašťany · Bílá Lhota · Bílsko · Blatec · Bohuňovice · Bouzov · Bukovany · Bystročice · Bystrovany · Červenka · Charváty · Cholina · Daskabát · Dlouhá Loučka · Dolany · Doloplazy · Domašov nad Bystřicí · Domašov u Šternberka · Drahanovice · Dub nad Moravou · Dubčany · Grygov · Haňovice · Hlásnice · Hlubočky · Hlušovice · Hněvotín · Hnojice · Horka nad Moravou · Horní Loděnice · Hraničné Petrovice · Huzová · Jívová · Komárov · Kozlov · Kožušany-Tážaly · Krčmaň · Křelov-Břuchotín · Liboš · Lipina · Lipinka · Litovel · Loučany · Loučka · Luběnice · Luká · Lutín · Lužice · Majetín · Medlov ·
Měrotín · Město Libavá · Mladeč · Mladějovice · Moravský Beroun · Mrsklesy · Mutkov · Náklo · Náměšť na Hané · Norberčany · Nová Hradečná · Olbramice · Olomouc · Paseka · Pňovice · Přáslavice · Příkazy · Řídeč · Samotišky · Senice na Hané · Senička · Skrbeň · Slatinice · Slavětín · Štarnov · Štěpánov · Šternberk · Strukov · Střeň · Suchonice · Šumvald · Svésedlice · Těšetice · Tovéř · Troubelice · Tršice · Újezd · Uničov · Ústín · Velká Bystřice · Velký Týnec · Velký Újezd · Věrovany · Vilémov · Vojenský újezd Libavá · Želechovice · Žerotín